# Jenő Huszka
Jenő Huszka (ur. 24 kwietnia 1875 w Segedynie, zm. 2 lutego 1960 w Budapeszcie) – węgierski kompozytor.

## Życiorys
W latach 1892–1896 studiował w Królewskiej Akademii Muzycznej w Budapeszcie u Jenő Hubaya (skrzypce) i Hansa Koesslera (kompozycja). Równocześnie odbył studia prawnicze na Uniwersytecie Budapeszteńskim. Od 1896 do 1897 roku był pierwszym skrzypkiem Orchestre Lamoureux w Paryżu. W 1897 roku przez krótki czas pracował w Ministerstwie Kultury w Budapeszcie. Od 1921 do 1946 roku pełnił funkcję przewodniczącego związku kompozytorów węgierskich. W latach 1924–1941 był wiceprzewodniczącym Confédération internationale des sociétés d’auteurs et compositeurs. Zasłynął przede wszystkim jako twórca operetek.

## Operetki
(na podstawie materiałów źródłowych)
- Bob herceg (1902)
- Aranyvirág (1903)
- Gül Baba (1905)
- Tündérszerelem (1907)
- Rébusz báró (1909)
- Nemtudomka (1914)
- Lili bárónő (1919)
- Hajtóvadászat (1926)
- Mária főhadnagy (1942)
- Szép Juhászné (1955)
- Szabadsag, szerelem (1955)